# Homefront (videogioco)
Homefront è un videogioco di tipo sparatutto in prima persona a tema fantastorico, sviluppato dalla Kaos Studios e messo in commercio dalla THQ per Xbox 360, per PlayStation 3 e per Personal Computer. Il gioco è uscito in Europa il 18 marzo 2011, in Nord America il 15 marzo 2011, in Australia il 17 marzo 2011 ed in Giappone il 14 aprile 2011.
Nel prodotto i giocatori impersonano dei membri di un movimento di resistenza in lotta con degli invasori coreani, che hanno occupato gli Stati Uniti d'America in un prossimo futuro. La storia è stata scritta dal regista John Milius, co-sceneggiatore del film Apocalypse Now (1979) e regista del film Alba rossa (1984). Nel 2016, esce il reboot/sequel Homefront: The Revolution.

## Trama
Nel 2025 la Grande Corea (un'unione tra Corea del Nord, Corea del Sud e paesi occupati come il Giappone) lancia un EMP sugli USA ed inizia ad invadere la nazione, il cui esercito viene annientato dalle potenti truppe coreane.
La storia inizia due anni dopo, nel 2027, nella città di Montrose. Il protagonista è Robert Jacobs, un ex-pilota dei Marines rimasto disoccupato. Il governo di occupazione necessita di piloti e precetta perciò il ragazzo, ma questo non si reca dalle autorità militari e viene perciò arrestato dall'esercito. Caricato in un autobus della scuola elementare riadattato a trasporto di prigionieri, parte per una destinazione imprecisata ma, ad un incrocio, il bus viene travolto da un autotreno condotto da Connor e Rianna, due membri della resistenza. Jacobs prende una pistola e segue i due partigiani combattendo i poliziotti e i soldati coreani. Dopo aver fatto esplodere una pompa di benzina, il gruppo di insorti si dirige verso i sobborghi di Montrose per ordine di Boone Karlson, capo della cellula. Lì vengono attaccati dalle truppe della Grande Corea che vengono sconfitte grazie all'ausilio del Goliath (una sorta di drone intelligente armato di mitra e missili che attacca bersagli designati tramite un apposito laser in dotazione al giocatore), ma a questo punto l'esercito lancia un attacco aereo che stordisce il pilota.
Robert si risveglia ore dopo in un letto presso la base della resistenza dove Boone gli mostra l'Oasi (una comunità autonoma protetta dai partigiani e nascosta agli occhi indiscreti), gli spiega che la resistenza necessita di un pilota per attuare un piano mirante ad aiutare le forze USA, ridotte allo stremo a San Francisco, e gli dice anche che dovrà partecipare ad un raid notturno per rubare al nemico dei radiofari.
Al calare della notte, il gruppo di insorti si avvia, tramite delle gallerie nel sottosuolo, e dopo essersi radunati in una scuola in rovina partono alla volta di un campo di lavoro ove si trovano i loro obiettivi. Dopo essere stati traditi da un loro contatto nel campo riescono a rubare i radiofari e, saliti su di un furgone, si dirigono verso un negozio usato dall'EPC (l'esercito nordcoreano) come deposito di carburante. Qui Jacobs ha l'ordine di posizionare un radiofaro su una autocisterna ma riesce a completare il suo compito solo dopo aspri combattimenti.
Tuttavia, l'Oasi viene scoperta: Boone viene torturato e giustiziato e gli abitanti vengono trucidati dai soldati. I partigiani rimasti decidono di fuggire da Montrose, ma per farlo è necessario attraversare un muro che racchiude la città. Jacobs aiuta quindi i suoi compagni liberando i checkpoint e permette al Goliath di Hopper (il tecnico del gruppo), imbottito di C4, di far saltare la porta del muro. Il pilota, Connor e Hopper si ritrovano così fuori dalla città, nella terra di nessuno.
Connor decide di portare avanti il piano di Karlson per aiutare i Marines a San Francisco e porta perciò la squadra presso una comunità di survivalisti che avevano promesso a Boone un elicottero necessario per le operazioni. Tuttavia la situazione prende una piaga imprevista e i membri della Resistenza che, costretti a combattere contro i maniaci, riescono però a rubare il velivolo. Con questo, Jacobs attacca le autobotti precedentemente segnalate con il radiofaro, permette agli insorti di rubarle e scorta il convoglio fino a San Francisco.
Grazie al carburante, le forze USA riescono a sferrare un attacco al Golden Gate. Jacobs e il suo gruppo vengono inviati a distruggere delle contraeree che impediscono all'USAF di usare i suoi jet. Tuttavia Hopper (il tecnico della squadra) riesce a modificare il sistema di identificazione dei mezzi nemici presente sulle quadrinate. I membri della Resistenza rubano così un Humvee ma si ritrovano attaccati da molti nordcoreani.
Parte così una sequenza non giocabile nella quale si può ascoltare Connor richiedere un attacco aereo vicino alle posizioni alleate, che, forse, uccide qualche partigiano. Il gioco finisce con un'inquadratura del Golden Gate e un conduttore di una TV britannica che annuncia la vittoria dei Marines e la preparazione della discesa in campo dell'Unione europea a difesa degli americani.

### Cronologia dei fatti
Il filmato introduttivo, in cui si citano gli eventi precedenti l'occupazione, inizia da un fatto realmente accaduto nel 2010, riguardante le forze militari delle due Coree.
- 2010: il 26 marzo un sottomarino nord-coreano affonda una corvetta della marina sud-coreana, la Cheonan, causando la morte di 46 marinai.
- 2011: La Corea del Nord subisce sanzioni da parte delle Nazioni Unite, su iniziativa degli Stati Uniti, per aver effettuato un altro test nucleare.
- 2012: Kim Jong-Il muore e gli succede il figlio Kim Jong-un.
- 2013: Kim Jong-un riceve il Premio Nobel per la pace e il titolo di Persona dell'anno da Time Magazine  per aver portato a termine la riunificazione coreana, proclamando la nascita della Grande Repubblica di Corea.
- 2014: I militari statunitensi si ritirano dalla penisola coreana. La General Motors dichiara bancarotta per la seconda volta.
- 2015: A causa di una guerra tra Iran e Arabia Saudita l'ultimo picco del petrolio porta il prezzo della benzina ad oltre 20 dollari al gallone. La Russia interrompe le vendite di petrolio all'Europa. La letteratura post-apocalittica  diventa di grande successo in America. La Cina perde peso internazionale.
- 2016: Gli Stati Uniti ritirano le loro forze armate dal Giappone e dagli altri paesi alleati, per far fronte alla propria instabilità interna.
- 2017: L'economia statunitense sprofonda nella depressione; il governo instaura la legge marziale.
- 2018: Dopo la distruzione, seguita da una devastante fuga radioattiva, di una centrale nucleare giapponese da parte di forze speciali coreane, il governo nipponico si arrende alla Corea e diventa uno stato fantoccio.
- 2019: L'Organizzazione delle Nazioni Unite si scioglie.
- 2020: Il Canada chiude le sue frontiere con gli Stati Uniti. I militari assumono il controllo dei principali servizi di emergenza, come la distribuzione dei beni di consumo; di conseguenza molti cittadini abbandonano i sobborghi per trasferirsi nei centri urbani, amministrati dall'esercito.
- 2021: Le forze armate coreane annettono rapidamente la maggior parte del sud-est asiatico. Una nuova pandemia conosciuta come tosse di Knoxville, un tipo di influenza aviaria, inizia a diffondersi negli Stati Uniti.
- 2022: Per bloccare il contagio della tosse di Knoxville, il Messico chiude le frontiere ai cittadini americani. A causa dell'iperinflazione che colpisce il dollaro il governo blocca i prelievi bancari; in breve il dollaro si svaluta completamente.
- 2023: La tosse di Knoxville miete un gran numero di vittime in America. Gli effettivi dell'armata popolare coreana raggiungono i 20 milioni di unità.
- 2024: Usando i razzi M-V requisiti al Centro Spaziale di Uchinoura, Kim Jong-un annuncia l'avvio di un programma spaziale satellitare con lo scopo di rimpiazzare il decadente sistema GPS, che l'America non può più permettersi di mantenere.
- 2025: Un dispositivo termonucleare viene fatto detonare da un satellite coreano sopra il Kansas, paralizzando l'America con un EMP che distrugge la sua rete energetica e quasi tutti i dispositivi elettronici. Le infrastrutture statunitensi sono ormai in rovina. Poco dopo i soldati coreani invadono gli Stati Uniti: conquistano immediatamente le Hawaii e sbarcano vicino a San Francisco. Paracadutisti coreani si lanciano sugli stati centrali. La depressione economica nell'Unione Europea impedisce ai suoi membri di organizzare un intervento a sostegno dell'esercito americano.
- 2026: Gli Stati Uniti sono divisi in due a livello del fiume Mississippi, reso radioattivo dall'esercito coreano, che lo usa come fortificazione a difesa del territorio occidentale occupato.
- 2027: Le forze armate statunitensi sono ormai isolate e disperse.

## Modalità di gioco
Il gioco offre due modalità. La prima è la campagna in giocatore singolo composta da sette differenti capitoli. La seconda è la modalità multiplayer, cronologicamente ambientata durante l'invasione dell'EPC e composta da tre diverse modalità di gioco. In quest'ultima, è anche possibile prendere il controllo di diversi veicoli da combattimento e droni.

## Sviluppo
Gli antagonisti del gioco dovevano originariamente essere cinesi. Successivamente furono però fatti diventare coreani, sia per una possibile reazione da parte del Ministero Cinese della Cultura, sia per il rapporto di interdipendenza economica che esiste tra America e Cina. Tae Kim, un ex agente della CIA e consulente per la trama del gioco ha affermato: «Siamo stati molto rigorosi, è stato fatto un processo di ricerca accademica per assicurare non solo di guardare lo stato attuale della Corea del Nord, ma anche, attraverso esempi storici, di capire come le cose potrebbero svolgersi parallelamente. La storia si ripete. Da oggi fino al giorno in cui l'invasione ha inizio nel il gioco, se si combina tutto, le probabilità che ciò diventi vero sono molto, molto sottili. Ma quando si guarda la trama passo dopo passo, ogni passo è un lancio di moneta, ma un passo plausibile. Quindi fino a quel passo, la cosa è plausibile. E da lì anche il passo successivo è plausibile. Nonostante si tratti di finzione, il tutto è costituito da piccoli passi plausibili».
La versione finale della cronologia dei fatti narrati in Homefront è stata resa pubblica alla fine del gennaio 2011.

## Controversie
Un annuncio pubblicitario per Homefront, presente in vari siti web ed in riviste e giornali, ha consistito nella simulazione di una dichiarazione di guerra, creando confusione per molti non-giocatori. La natura e la tempistica di questa pubblicità ha provocato varie preoccupazioni e confusioni mediatiche, dovute alle possibili correlazioni con l'affondamento della nave sud coreana Cheonan del marzo 2010 e con il bombardamento dell'isola coreana Yeonpyeong del novembre 2010. THQ ha negato che il gioco fosse stato sviluppato basandosi su questi fatti e sulle tensioni presenti in quel periodo nella penisola coreana, dichiarando che «Homefront è un lavoro di fantasia, ambientato nel 2027. I recenti eventi del mondo reale nella penisola coreana sono ovviamente tragici e, come tutti, speriamo in una soluzione rapida e pacifica».
La versione del gioco venduta in Giappone è stata censurata, con l'eliminazione di tutti i riferimenti alla Corea del Nord, comprese le immagini del Capo di Stato Kim Jong-il. I riferimenti alla Corea del Nord sono inoltre stati tutti sostituiti con "un certo paese verso il Nord" ed il "Leader del Nord". La compagnia Spike, azienda pubblicatrice di videogiochi in Giappone, ha giustificato la censura sostenendo che «usare il loro [degli antagonisti] vero nome sarebbe stato "dannoso" per le "persone esistenti" e per il "paese esistente"».
Il gioco è stato bandito in tutte le forme di vendita in Corea del Sud.
A San Francisco c'è stata una grande irritazione per la campagna promozionale di THQ del gioco, in cui migliaia di palloncini rossi reclamizzanti il prodotto sono stati liberati nel cielo per protesta, palloncini che sono poi caduti in mare nella Baia di San Francisco. Gli ambientalisti hanno quindi protestato di questa conseguenza preoccupati per i rischi verso la fauna selvatica.

## Accoglienza
La rivista Play Generation diede alla versione per PlayStation 3 un punteggio di 87/100, apprezzando l'interessante rappresentazione della guerra, la varietà dell'azione e gli spunti interessanti e come contro il fatto che fosse tecnicamente poco più che sufficiente, strutturalmente prevedibile e privo di una modalità cooperativa, finendo per trovarlo un punto di vista diverso e interessante sulla guerra, tecnicamente non avrebbe fatto impazzire i giocatori ma li avrebbe divertiti molto.